# Seti I
Seti I el Gran fou el segon faraó de la dinastia XIX d'Egipte.

## Noms
Va néixer amb el nom de Seti Merenptà (sty mry-n-pt, que significa 'Home de Seth', 'Estimat de Ptah'). Després de la seva coronació prendria el nom de Menmaatre (mn-m3‘t-r‘, que significa 'Eterna és la justícia de Ra').
Els grecs l'anomenaren Sethos i l'historiador egipci del segle iii aC Manetó el va considerar el fundador de la dinovena dinastia d'Egipte.
Altres noms que duia pels seus títols imperials foren:
- Nom d'Horus: Kanakht Khaemwaset-Seankhtawy
- Nom de Nebty (dees Nekhbet i Buto: Wehemmesut Sekhemkhepesh Derpedjetpesdjet
- Nom d'Horus d'or: Wehemkhau Weserpedjutemtawnebu

## Antecedents familiars
Seti era fill d'un important cabdill militar egipci anomenat Ramsès i la seva esposa Setri, per tant, va néixer en el si d'una família noble molt important del Baix Egipte.
L'últim faraó de la dinastia XVIIIa, Horemheb, no tenia descendència i va decidir nomenar hereu seu Ramsès. En morir el faraó, Ramsès fou coronat nou faraó i Seti esdevingué el nou hereu al tron d'Egipte.

## Núpcies i descendents
Quan Seti fou proclamat hereu del seu pare, estava casat amb Tuia, que era filla probablement d'un cap militar anomenat Ruia. La parella va tenir diversos fills:
- Amennefernebes (mort jove)
- Ramsès II, faraó
- Tia, casada amb un escriba reial anomenat també Tia
- Meritamon, esposa del seu germà Ramsès
- Henutmira, esposa secundària del seu germà Ramsès
- Bintanat, tercera dona principal de Ramsès II
- Nebtaui, esposa secundària de Ramsès

## Regnat de Seti I
El seu pare va tenir un regnat molt curt (aproximadament 17 mesos) i Seti fou coronat faraó quan tenia entre 25 i 30 anys. Va governar uns 13 anys, potser una mica més (fins a 20 anys li donen alguns egiptòlegs), vers 1294/1290 aC fins vers 1279/1275 aC.

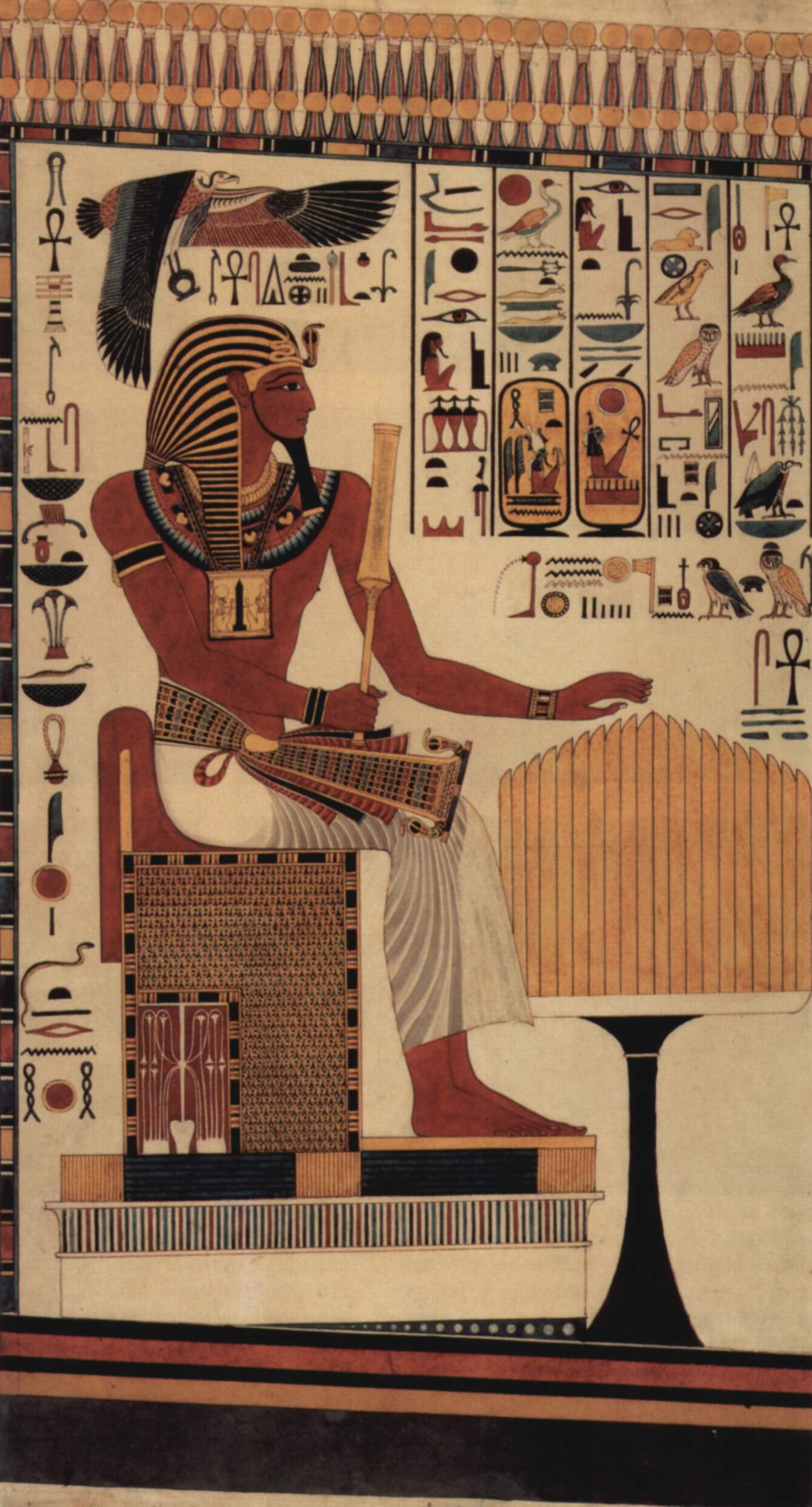
Decoració a la seva tomba

El primer any de regnat va fer una expedició a Canaan, on els reietons locals pràcticament s'havien separat de la sobirania egípcia. En aquesta campanya, va dominar la costa fenícia fins a Biblos. La campanya es va iniciar pel Sinaí i va arribar fins a Gaza; d'allà va passar per la costa cap al Líban. Tots els caps cananeus o quasi tots se li van sotmetre espontàniament.
Assegurada la costa, va retornar a Egipte a la fortalesa de Tjel al nord-est del delta; el cant de la seva recepció deia:

'
| « | Salve, triomfador, els teus enemics estan sota els teus peus, el teu regnat serà etern com el de Ra al cel; quan Ra va fer les fronteres, els seus dos braços es van estendre per donar-te protecció; la teva espasa va tallar les terres per la meitat i els seus caps van caure davant la teva espasa. | » |

Hi va haver una segona expedició a Canaan, potser al sisè any de regnat, en la qual els egipcis i hitites es van enfrontar per primer cop. Una escena de Karnak mostra la conquesta de Kadesh, però no se sap segur en quina campanya va ser; també va fer expedicions contra els libis, a l'oest; al seu vuitè any, va aplacar en set dies una revolta a Núbia, a la regió d'Irem, on va fer 600 presoners.
Va morir tenint uns 40 anys per mort natural i el va succeir el seu fill Ramsès II.

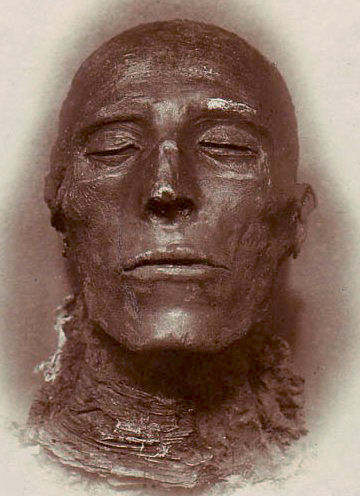
Cap de la mòmia de Seti I

## Enterrament

### Mòmia

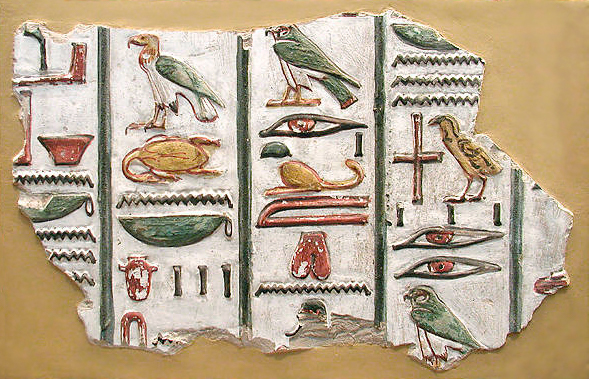
Jeroglífics de la tomba de Seti I

A partir d'un examen de la mòmia extremadament ben conservada de Seti, sembla que Seti I tenia menys de quaranta anys quan va morir inesperadament. Això contrasta molt amb la situació d’Horemheb, Ramsès I i Ramsès II que van viure tots fins a una edat avançada. Les raons de la seva mort relativament primerenca són incertes, però no hi ha proves de violència a la seva mòmia. La seva mòmia va ser trobada decapitada, però probablement va ser causada pels lladres de tombes després de la seva mort. El sacerdot Amon va tornar a enganxar el cap al seu cos amb l'ús de llençols. S'ha suggerit que va morir d'una malaltia que l'havia afectat durant anys, possiblement relacionada amb el seu cor. Aquest últim es va trobar col·locat a la part dreta del cos, mentre que la pràctica habitual del dia era col·locar-lo a la part esquerra durant el procés de momificació. Les opinions varien si es tracta d'un error o d'un intent de fer que el cor de Seti funcioni millor en la seva vida més enllà. La mòmia de Seti I fa aproximadament 1,7 m d'alçada.
L'abril de 2021 la seva mòmia va ser traslladada del Museu d'Antiguitats Egípcies al Museu Nacional de la Civilització Egípcia juntament amb les d'altres 17 reis i 4 reines en un esdeveniment anomenat Desfilada d'Or dels Faraons.

## Construccions de Seti I
Seti I va iniciar la construcció d'un gran temple a Abidos sobre una idea del seu pare Ramsès I d'una capella i un temple on hi hauria set capelles dedicades a Horus, Isis, Osiris, Harmakis, Amon, Ptah i al mateix Seti, unint així les tríades de l'Alt i Baix Egipte. Al temple hi ha la llista de faraons, de la qual foren omesos els anomenats faraons d'Amarna.
També va construir a Abidos l'Osireion. Una estructura original subterrània en forma de túnel, decorada amb escenes del Llibre de les Portes, amb una gran sala final.
Altres construccions seves foren un temple petit a Abidos dedicat al seu pare Ramsès I, el seu temple mortuori a Tebes i la seva pròpia tomba a la vall dels Reis.

## Tomba de Seti I
La seva tomba (KV17) és una de les més grans i, probablement, la millor artísticament de la vall dels Reis, té uns 100 metres de llarg i una amplada i alçària de més de 2,5 metres. Fou descoberta el 16 d'octubre de 1817 per Giovanni Battista Belzoni, a la Vall dels Reis i avui dia està tancada al públic a causa d'algun ensorrament; va resultar ser la més llarga amb 124 m i la més profunda de totes les tombes reials del Nou Imperi. També va ser la primera tomba amb decoracions (inclòs el Llibre de la Vaca Celestial) a cada passadís i cambra amb baixos relleus molt refinats i pintures de colors, fragments de les quals, inclosa una gran columna que representa Seti I amb la deessa. Hathor, es pot veure al Museu Arqueològic Nacional de Florència. Aquest estil decoratiu va establir un precedent que es va seguir totalment o parcialment a les tombes dels reis posteriors del Nou Imperi. La pròpia mòmia de Seti va ser descoberta per Émil Brugsch el 6 de juny de 1881, a la memòria cau de mòmies (tomba DB320) a Deir el-Bahari i des de llavors s'ha conservat al Museu Egipci del Caire. La tomba havia estat saquejada i el sarcòfag estava buit, però la decoració de les parets era esplèndida; el sarcòfag és, probablement, el millor de tots els que s'han trobat i es troba avui dia a la Gran Bretanya.
La seva mòmia, restaurada dues vegades (vers 1075 aC i vers 1050 aC), fou trobada el 1881 al dipòsit de mòmies de Deir al-Bahri. El seu cor es va trobar al costat dret.
El seu enorme sarcòfag, tallat d'una sola peça i amb una decoració complexa a totes les superfícies (inclosa la deessa Nut a la base interior), es troba al Museu de Sir John Soane. Soane el va comprar per a l'exposició a la seva col·lecció oberta el 1824, quan el Museu Britànic es va negar a pagar les 2.000 lliures exigides. A la seva arribada al museu, l'alabastre era d'un blanc pur i amb incrustacions de sulfat de coure blau. Anys de clima i contaminació de Londres han enfosquit l'alabastre a un color brillant i la humitat absorbida ha fet que el material d'incrustació higroscòpic caigui i desaparegui completament. Una petita aquarel·la propera registra l'aparença, tal com era.
La tomba també tenia una entrada a un túnel secret amagat darrere del sarcòfag, que l'equip de Belzoni estimava que tenia  100 m  de llarg. Tanmateix, el túnel no es va excavar realment fins al 1961, quan un equip liderat pel xeic Ali Abdel-Rasoul va començar a excavar amb l'esperança de descobrir una cambra funerària secreta que contenia tresors amagats. L'equip no va seguir el pas original en les seves excavacions, i va haver de parar a causa de les inestabilitats del túnel; més problemes amb permisos i finances van acabar amb els somnis de tresor del xeic Ali, encara que almenys van poder establir que el pas era més de  30 m  més llarg que l'estimació original. El juny de 2010, un equip del Ministeri d'Antiguitats d'Egipte dirigit per Zahi Hawass va completar l'excavació del túnel, que havia començat de nou després del descobriment el 2007 d'un pas amb pendent descendent que començava aproximadament  136 m  a l'excavat anteriorment. túnel. Després de descobrir dues escales separades, van trobar que el túnel va durar  174 m  en total; malauradament, l'últim pas semblava haver estat abandonat abans de la finalització i no es va trobar cap cambra funerària secreta.

## Seti I al setè art
- Seti I fou interpretat per l'actor Cedric Hardwicke en la cèlebre pel·lícula Els Deu Manaments (1956) de Cecil B. DeMille, en què Charlton Heston i Yul Brynner feien de Moisès i Ramsès II, respectivament.
- El 1998, es va estrenar la pel·lícula de dibuixos animats The Prince of Egypt (1998), en què apareix Seti I (a qui dona veu l'actor Patrick Stewart) ordenant la massacre de nounats hebreus que va provocar, segons la Bíblia, l'abandó de Moisès al Nil.
- Seti I també apareix en els films La mòmia (1999) i El retorn de la mòmia (2001), caracteritzat per Aharon Ipalé com el faraó que és assassinat pel summe sacerdot Imhotep i la seva concubina Anck-su-namun.
- El 2006, l'actor Aharon Ipalé torna a encarnar Seti I, aquest cop en The Ten Commandments: The Musical.

## Titulatura
| Titulatura | Jeroglífic | Transliteració (transcripció) - traducció - (referències) |

| G5 |

| G5 |

| E2 · D40 | N28 | G17 | R19 | S29 | S34 | N17 · N17 |

| E2 · D40 | N28 | G17 | R19 | S29 | S34 | N17 · N17 |

| E2 · D40 | N28 | G17 | R19 | S29 | S34 | N17 · N17 |

| E2 · D40 | N28 | G17 | R19 | S29 | S34 | N17 · N17 |

| G5 |

| G5 |

| E2 · D40 | N28 | G17 | R19 | S29 | S34 | N17 · N17 |

| E2 · D40 | N28 | G17 | R19 | S29 | S34 | N17 · N17 |

| E2 · D40 | N28 | G17 | R19 | S29 | S34 | N17 · N17 |

| E2 · D40 | N28 | G17 | R19 | S29 | S34 | N17 · N17 |

| G16 |

| G16 |

| F25 | F31 | s | G43 | t · Z2ss | S42 | Aa1 · p · O39 · F23 | D46 · r | D44 · T10 · t | Z3 | Z3 | Z3 |

| F25 | F31 | s | G43 | t · Z2ss | S42 | Aa1 · p · O39 · F23 | D46 · r | D44 · T10 · t | Z3 | Z3 | Z3 |

| G16 |

| G16 |

| F25 | F31 | s | G43 | t · Z2ss | S42 | Aa1 · p · O39 · F23 | D46 · r | D44 · T10 · t | Z3 | Z3 | Z3 |

| F25 | F31 | s | G43 | t · Z2ss | S42 | Aa1 · p · O39 · F23 | D46 · r | D44 · T10 · t | Z3 | Z3 | Z3 |

| G8 |

| G8 |

| F25 | N28 · Z2s | wsr | s | r · D44 | T10 · T10 · T10 | m | N17 · N17 · N17 | V30 · Z2s |

| F25 | N28 · Z2s | wsr | s | r · D44 | T10 · T10 · T10 | m | N17 · N17 · N17 | V30 · Z2s |

| G8 |

| G8 |

| F25 | N28 · Z2s | wsr | s | r · D44 | T10 · T10 · T10 | m | N17 · N17 · N17 | V30 · Z2s |

| F25 | N28 · Z2s | wsr | s | r · D44 | T10 · T10 · T10 | m | N17 · N17 · N17 | V30 · Z2s |

| N5 | C10 | mn |

| N5 | C10 | mn |

| N5 | C10 | mn |

| N5 | C10 | mn |

| N5 | C10 | mn |

| N5 | C10 | mn |

| N5 | C10 | mn |

| N5 | C10 | mn |

| N5 | C10 | mn |

| N5 | C10 | mn |

| N5 | C10 | mn |

| N5 | C10 | mn |

| N5 | C10 | mn |

| N5 | C10 | mn |

| N5 | C10 | mn |

| N5 | C10 | mn |

| p · t | V28 | C7 | i | i | U7 · n |

| p · t | V28 | C7 | i | i | U7 · n |

| p · t | V28 | C7 | i | i | U7 · n |

| p · t | V28 | C7 | i | i | U7 · n |

| p · t | V28 | C7 | i | i | U7 · n |

| p · t | V28 | C7 | i | i | U7 · n |

| p · t | V28 | C7 | i | i | U7 · n |

| p · t | V28 | C7 | i | i | U7 · n |

| p · t | V28 | C7 | i | i | U7 · n |

| p · t | V28 | C7 | i | i | U7 · n |

| p · t | V28 | C7 | i | i | U7 · n |

| p · t | V28 | C7 | i | i | U7 · n |

| p · t | V28 | C7 | i | i | U7 · n |

| p · t | V28 | C7 | i | i | U7 · n |

| p · t | V28 | C7 | i | i | U7 · n |

| p · t | V28 | C7 | i | i | U7 · n |